# Holdampf Gábor
Holdampf Gábor énekes, basszusgitáros a Mood, a Wall of Sleep és a Magma Rise együttesek alapítója, a magyar metal színtér egyik meghatározó alakja. Mindhárom zenekarával a doom metal műfajában alkotott maradandót. Szervezője a Flag Of Doom zenei fesztiváloknak, illetve alkalmanként interjúkat készít külföldi neves doom metal zenészekkel a Hammerworld magazin számára.

## Pályafutása
Holdampf 1993-ban lépett ki a hardcore stílusban mozgó Leukémiából Füleki Sándor gitárossal együtt, hogy megalakítsák a Mood zenekart, amely a Black Sabbath, a Saint Vitus és a Trouble nyomán doom metalt játszott. 1994 és 2001 között az együttes négy nagylemezt adott ki, melyek a műfaj hazai klasszikusai, és a nemzetközi undergroundban is ismertté tették a zenekar nevét. A Mood feloszlása után Holdampf és Füleki megalakították a Wall Of Sleep együttest, amely az elődzenekar vonalán ment tovább. Újabb nyolc évnyi együtt zenélést és három albumot követően Holdampf kilépett a Wall Of Sleep soraiból, hogy megalapítsa a Magma Rise együttest Hegyi Kolos (ex-Mood) gitárossal és volt Neck Sprain zenészekkel.
Holdampf Gábor civilben pedagógus, veszélyeztetett gyerekekkel foglalkozik, valamint az IPSO (www.ipsofootball.com) angliai székhelyű futball játékos megfigyelést, és elemzést oktató szervezet scoutja, és hivatalos magyarországi operációs menedzsere. Sopronban él, öt fiú, és egy lány gyermeke van.

## Diszkográfia
Mood
- Burning Slow (demo	1996)
- Vol. 1 (1996)
- Slow Down (1997)
- Wombocosmic (1999)
- The Fourth Ride of Doomanoids (2001)
- The Last Ride of Doomanoids (koncert DVD, 2007)

Wall Of Sleep
- Overlook the All (EP, 2002)
- Slow but Not Dead (2003)
- Sun Faced Apostles (2005)
- And Hell Followed with Him (2007)

Magma Rise
- Lazy Stream of Steel (2010)
- Five (kislemez, 2011)
- The Man In The Maze (2013)
- False Flag Operation (EP, 2016)
- At The Edge of The Days (EP, 2017)
- To Earth to Ashes to Dust (2021)

Közreműködései
- Moby Dick – Golgota (2003) dalszövegek